# Интернет-шлюз
Интернет-шлюз — как правило, программное обеспечение, призванное организовать передачу трафика между разными сетями. Программа является рабочим инструментом системного администратора, позволяя ему контролировать трафик и действия сотрудников.

## Описание
Обычно Интернет-шлюз позволяет распределять доступ среди пользователей, вести учёт трафика, ограничивать доступ отдельным пользователям или группам пользователей к ресурсам в Интернет. Интернет-шлюз может содержать в себе прокси-сервер, межсетевой экран, почтовый сервер, шейпер, антивирус и другие сетевые утилиты.
Интернет-шлюз может работать как на одном из компьютеров сети, так и на отдельном сервере. Шлюз устанавливается как программное обеспечение на машину с операционной системой, либо на пустой компьютер с развертыванием встроенной операционной системы.
Также под шлюзом часто понимается IP-адрес машины, через которую организован доступ в интернет.